# Upton Noble
Upton Noble – wieś w Anglii, w hrabstwie Somerset, w dystrykcie (unitary authority) Somerset. Leży 35 km na południe od miasta Bristol i 164 km na zachód od Londynu. W 2001 miejscowość liczyła 123 mieszkańców.